# Acalypha schreiteri
Acalypha schreiteri là một loài thực vật có hoa trong họ Đại kích. Loài này được Lillo ex Lourteig & O'Donell mô tả khoa học đầu tiên năm 1942.